# Perły Epsteina
Perły Epsteina (ang. Epstein's pearls) – torbiele listewki zębowej, drobne (1–3 mm średnicy) wykwity o charakterze cyst lub grudek, spotykane na błonach śluzowych u dzieci, histologicznie nagromadzenia tkanki nabłonkowej zlokalizowane po obu stronach szwu łączącego podniebienie twarde. Przypominają prosaki, często mylone z pleśniawkami. Ulegają samoistnemu złuszczeniu w przeciągu pierwszych tygodni życia dziecka i nie wymagają leczenia. Można je stwierdzić u 65–85% noworodków. Nazwa pochodzi od czeskiego lekarza Aloisa Epsteina.